# Partamona peckolti
Partamona peckolti là một loài Hymenoptera trong họ Apidae. Loài này được Friese mô tả khoa học năm 1901.